# Kloster Podlažice

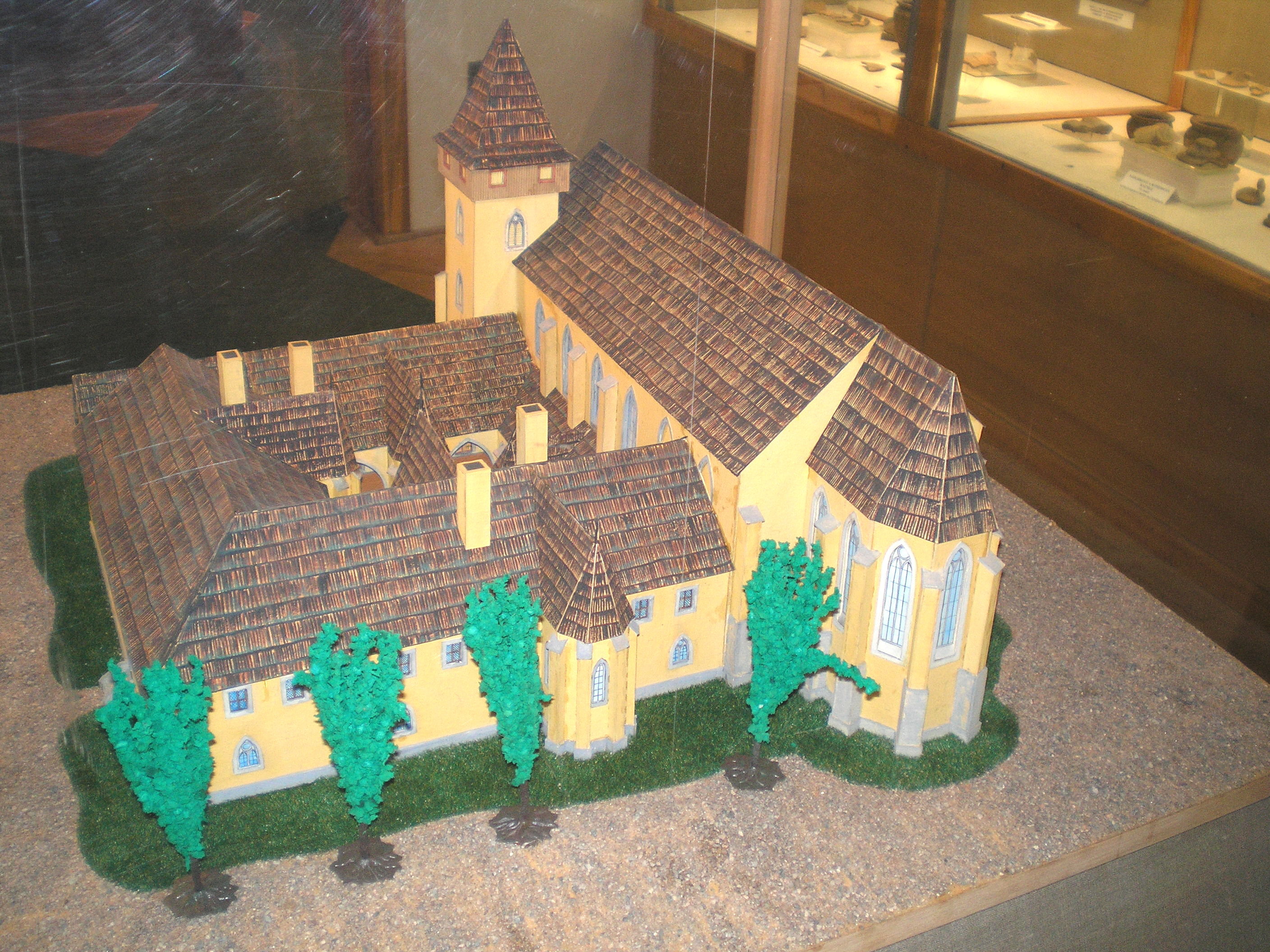
Modell des 1421 zerstörten Klosters im Museum in Chrast

Das Kloster Podlažice (deutsch: Kloster Podlaschitz; tschechisch: Klášterní Podlažice) war eine Benediktiner-Niederlassung in Podlažice bei Chrast in der Region Pardubický kraj in Tschechien.

## Geschichte

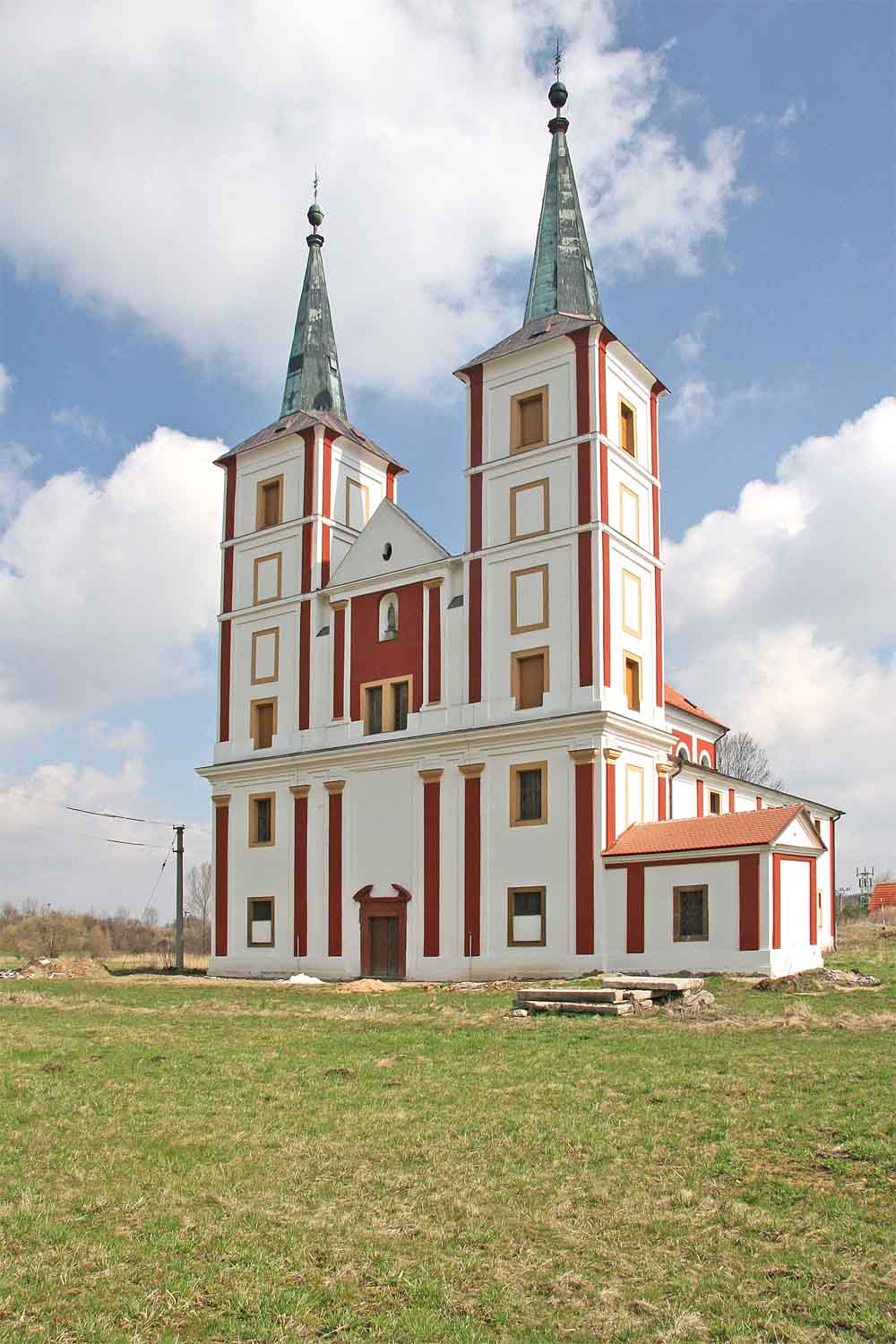
Kirche St. Margarete in Podlažice

Die erste Nennung des Klosters Podlažice stammt aus dem Jahre 1159. Es wird jedoch angenommen, dass die Gründung einige Jahre früher erfolgte. Nach den Klosterurkunden soll der Adelige Vrbata der Gründer gewesen sein.
Ab 1344 gehörte das Kloster Podlažice zum Gebiet des neu gegründeten Bistums Leitomischl. Während der Amtszeit der Bischöfe Peter Jelito und Albrecht von Sternberg kam es wegen der Besitzungen des Klosters immer wieder zu Streitigkeiten mit dem Domkapitel.
Obwohl das Kloster 1421 in den Hussitischen Kriegen zerstört und nicht wieder aufgebaut wurde, ist es noch heute als Entstehungsort des berühmten Codex Gigas bekannt, der auch als Teufelsbibel bezeichnet wird.
An der Stelle des ursprünglichen Klosters wurde auf Veranlassung des Königgrätzer Bischofs Johann Franz Christoph von Talmberg 1696–1721 die St.-Margareten-Kirche (Kostel svaté Markéty) errichtet. Im Jahre 2003 wurde sie umfassend renoviert.
Aufgrund von archäologischen Ausgrabungen in den Jahren 1908–1909 konnte die genaue Lage des ehemaligen Klosters erforscht werden. 